# Peter Bay
Peter Bay (Washington, ...) è un direttore d'orchestra statunitense, direttore musicale della Austin Symphony Orchestra.

## Biografia
Si è laureato presso l'Università del Maryland e l'Peabody Institute.
In precedenza è stato direttore musicale e direttore d'orchestra della Britt Festival Orchestra in Oregon, direttore musicale dell'Erie Philharmonic, dell'Annapolis Symphony Orchestra e del Breckenridge Music Festival e ha ricoperto ruoli dirigenziali con la Rochester Philharmonic Orchestra, la Richmond Symphony e la Saint Paul Chamber Orchestra. È stato direttore ospite di oltre settanta altre orchestre negli Stati Uniti.

## Premi
- 1980 Baltimore Symphony Orchestra Young Conductors Competition
- 1987 Leopold Stokowski Competition sponsored by the American Symphony Orchestra[1]